# Pogrzeb Lecha i Marii Kaczyńskich

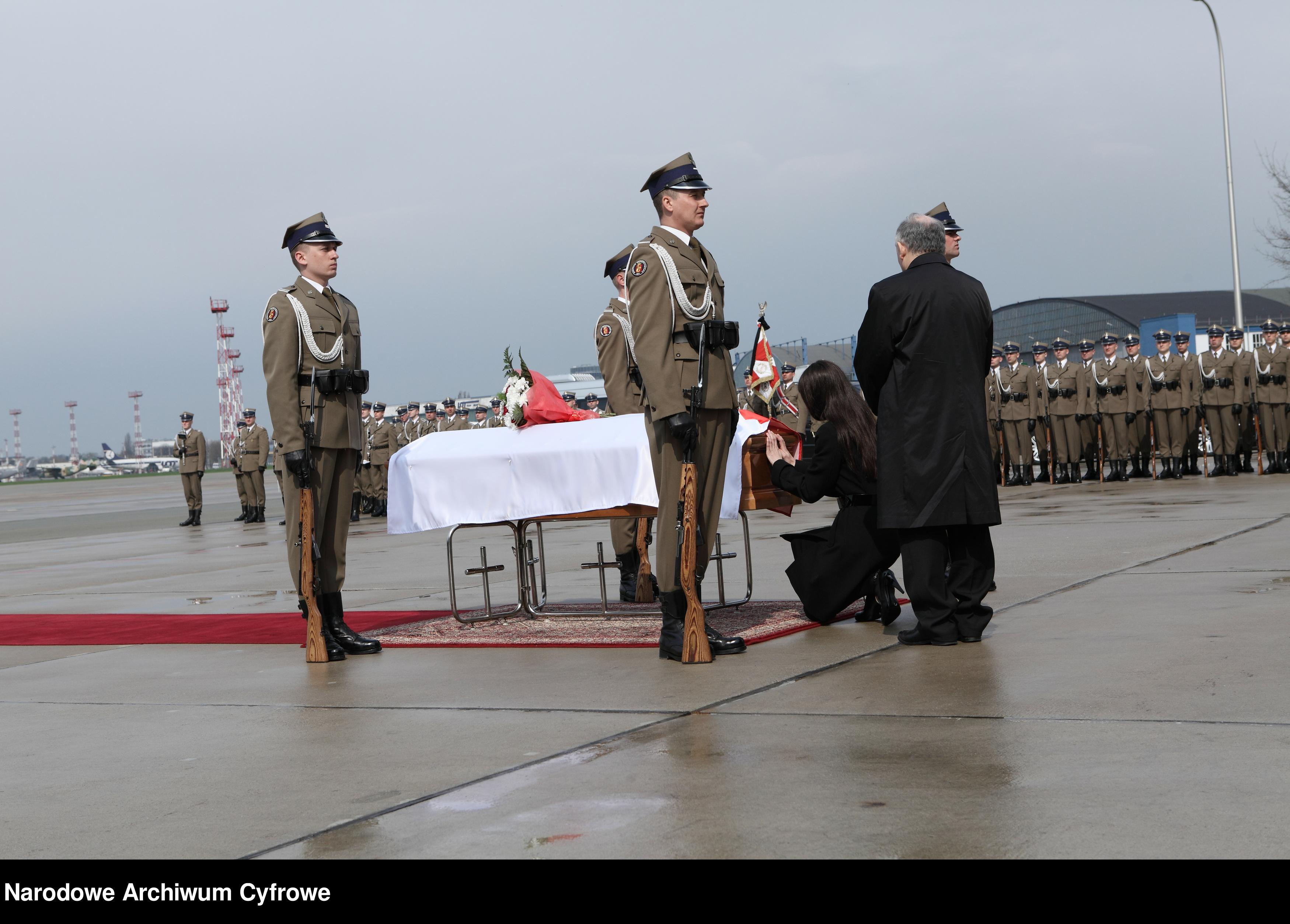
Przylot samolotu z trumną z ciałem Marii Kaczyńskiej. Marta Kaczyńska i Jarosław Kaczyński przed trumną Marii Kaczyńskiej na płycie lotniska wojskowego Okęcie, 13 kwietnia 2010

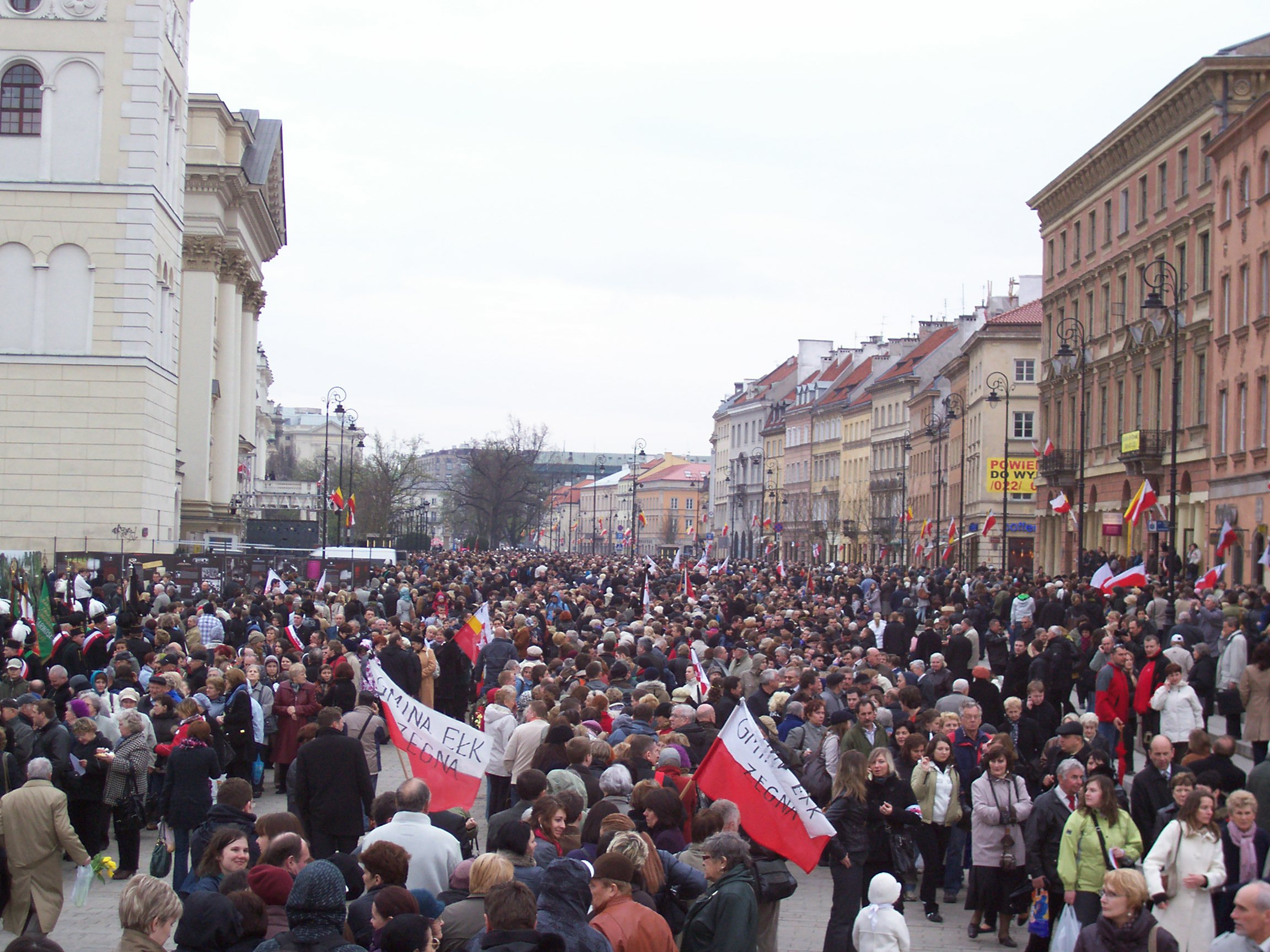
Ludzie na Krakowskim Przedmieściu czekający w kolejce do Pałacu Prezydenckiego by złożyć ostatni hołd Parze Prezydenckiej. Warszawa, 14 kwietnia 2010

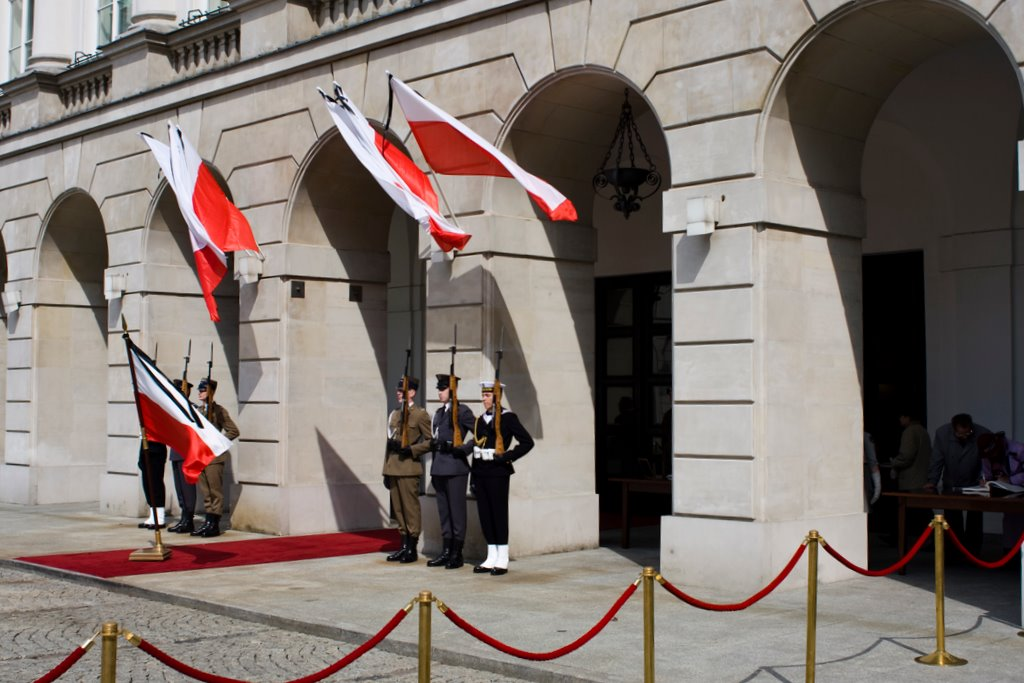
Warta honorowa przed Pałacem Prezydenckim

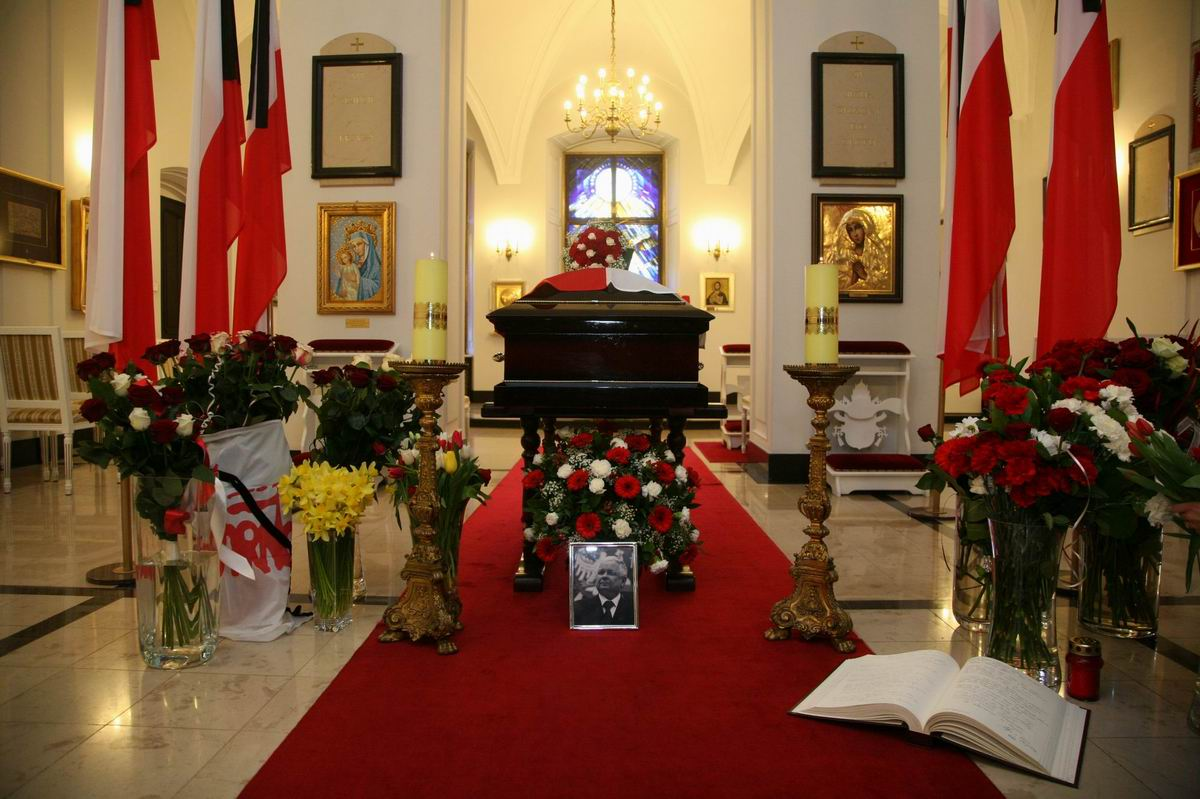
Trumna z ciałem Lecha Kaczyńskiego w kaplicy Pałacu Prezydenckiego w Warszawie

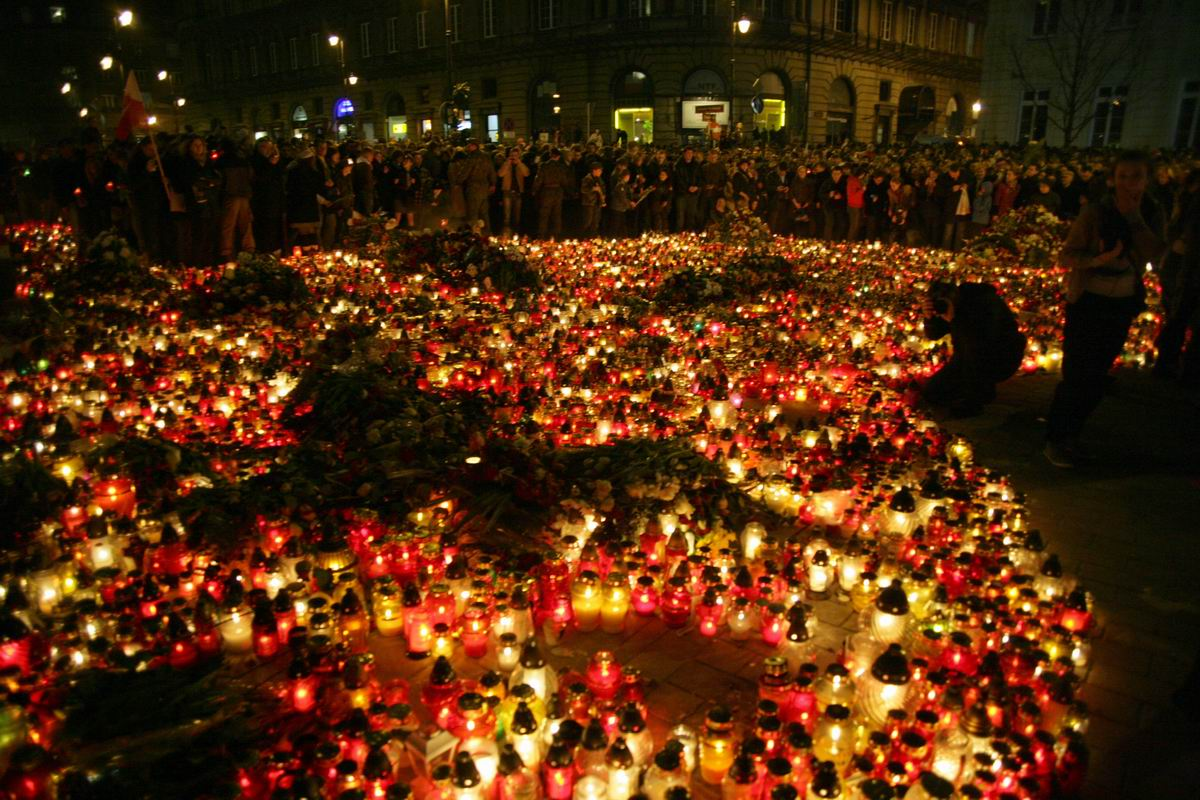
Znicze przed Pałacem Prezydenckim

Uroczystości pogrzebowe pary prezydenckiej Lecha Kaczyńskiego i Marii Kaczyńskiej – odbyły się w dniach 17–18 kwietnia 2010. Od 10 kwietnia do 18 kwietnia 2010 na terenie Rzeczypospolitej Polskiej obowiązywała żałoba narodowa, wprowadzona po katastrofie lotniczej w Smoleńsku, w wyniku której śmierć poniosła para prezydencka i 94 pozostałe osoby znajdujące się na pokładzie samolotu.

## Okoliczności śmierci
Lech Kaczyński wraz z małżonką Marią zginęli 10 kwietnia 2010 (sobota) w wyniku katastrofy wojskowego samolotu transportowego Tu-154M nr 101 w Smoleńsku. Około godziny 8:41 czasu polskiego samolot, lecący z prezydentem i delegacją do Katynia na uroczystości obchodów 70. rocznicy zbrodni katyńskiej, rozbił się w okolicy wojskowego lotniska Smoleńsk-Siewiernyj. W wyniku katastrofy zginęło 96 osób.

## Żałoba narodowa
Wykonywanie obowiązków konstytucyjnych Prezydenta RP po śmierci Lecha Kaczyńskiego przejął tymczasowo marszałek Sejmu Bronisław Komorowski. Jego pierwszą decyzją było ogłoszenie 7-dniowej żałoby narodowej od dnia 10 kwietnia 2010. W związku z przesunięciem terminu pogrzebu pary prezydenckiej, w dniu 13 kwietnia 2010 Bronisław Komorowski zmienił rozporządzenie o wprowadzeniu żałoby, przedłużając czas jej trwania do dnia 18 kwietnia 2010.
W dniu 10 kwietnia po południu Rada Ministrów na specjalnym posiedzeniu przyjęła uchwałę w sprawie uczczenia pamięci ofiar tragicznego wypadku lotniczego pod Smoleńskiem, zarządzając dwie minuty ciszy w dniu następnym o godzinie 12 oraz w momencie rozpoczęcia ceremonii pogrzebowej Prezydenta Rzeczypospolitej Polskiej. 16 kwietnia przyjęto poprawkę do uchwały, zarządzając dwie minuty ciszy także w dniu 17 kwietnia o godzinie 12.
10 kwietnia mieszkańcy Polski oddawali hołd zmarłej parze prezydenckiej i wszystkim ofiarom katastrofy. W Warszawie najwięcej zniczy i kwiatów pojawiło się przed bramą Pałacu Prezydenckiego oraz na Placu Piłsudskiego.

### Powrót ciała prezydenta do Polski

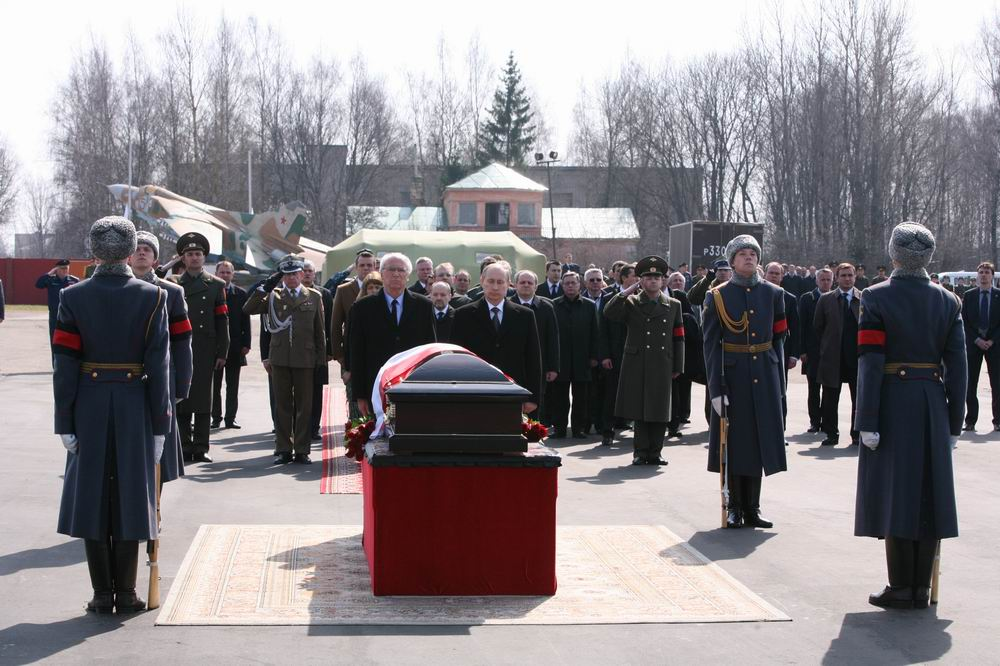
Trumna z ciałem prezydenta Lecha Kaczyńskiego na lotnisku w Smoleńsku

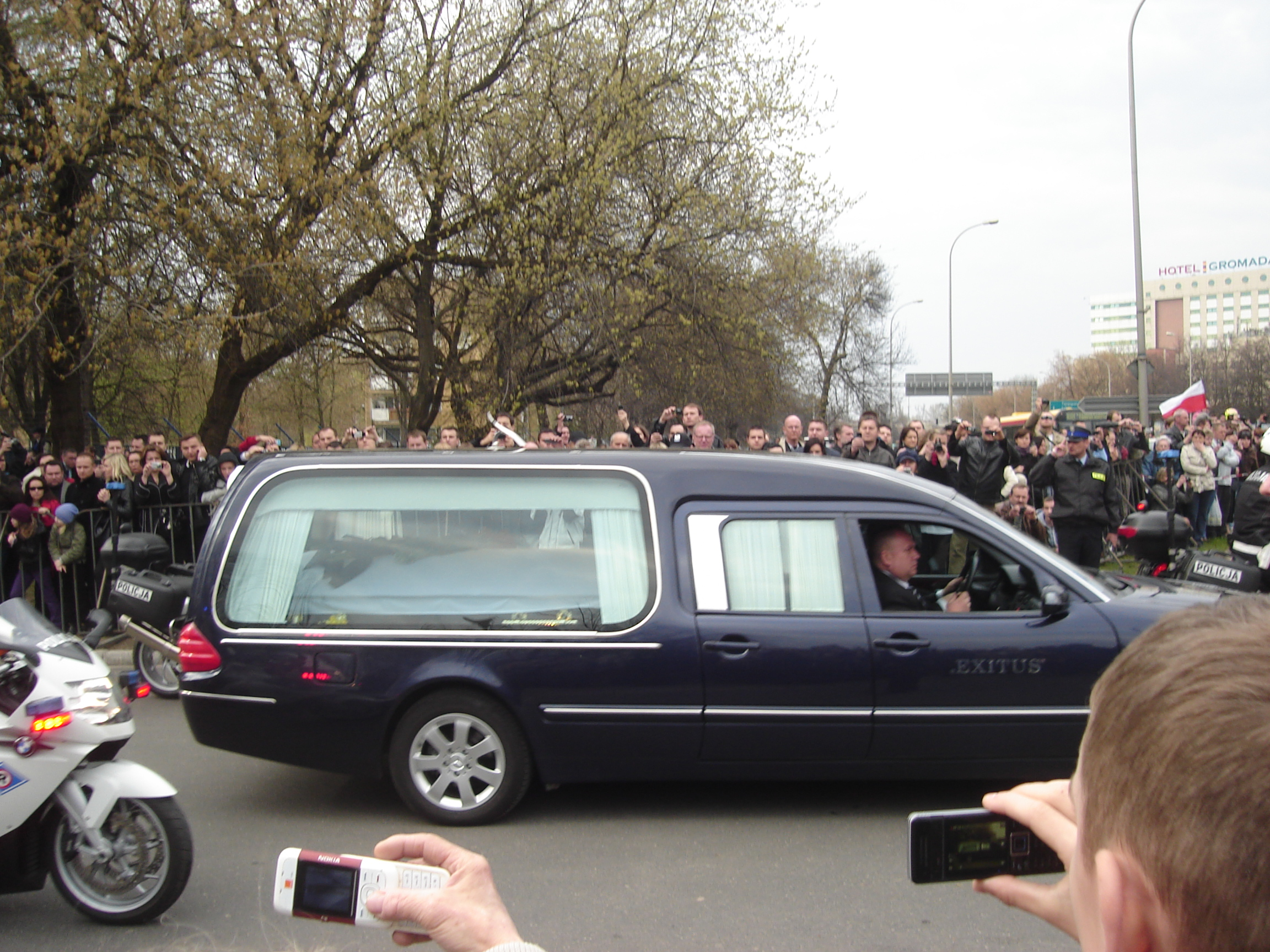
Kondukt z ciałem prezydenta Kaczyńskiego na ulicach Warszawy

10 kwietnia na miejsce wypadku udał się Jarosław Kaczyński, który dokonał identyfikacji ciała zmarłego prezydenta. Zwłoki prezydenta zostały przetransportowane do prosektorium w Smoleńsku, gdzie w obecności polskiego Naczelnego Prokuratora Wojskowego płk. Parulskiego, polskiego konsula, zastępcy dyrektora rosyjskiego Centrum Medycyny Sądowej z Moskwy i dwóch oficerów śledczych Komitetu Śledczego przy Prokuraturze Generalnej Federacji Rosyjskiej rosyjscy specjaliści dokonali sekcji zwłok.
Przed południem 11 kwietnia, przykryta biało-czerwoną flagą trumna z ciałem zmarłego odleciała wojskowym samolotem transportowym CASA do Polski.
11 kwietnia 2010 o godzinie 15:03 samolot wylądował na lotnisku wojskowym Okęcie. Na płycie lotniska odbyła się oficjalna uroczystość przywitania zmarłego prezydenta z udziałem najwyższych władz państwowych oraz rodziny. Po ceremonii kondukt żałobny przejechał ulicami Żwirki i Wigury, Andrzeja Krzyckiego, Raszyńską, Alejami Jerozolimskimi, Marszałkowską, Senatorską, Miodową i Krakowskim Przedmieściem do Pałacu Prezydenckiego. Na całej trasie przejazdu prezydenta Kaczyńskiego żegnały tłumy ludzi, było to ok. 700–800 tysięcy osób. Po przyjeździe na miejsce ciało zostało umieszczone w kaplicy Pałacu Prezydenckiego.

### Powrót ciała małżonki prezydenta do Polski
Ciało Marii Kaczyńskiej wstępnie zidentyfikowano 12 kwietnia w Centralnym Biurze Ekspertyz Medyczno-Sądowych w Moskwie, m.in. na podstawie obrączki z wygrawerowanym imieniem męża. Tego samego dnia ostatecznej identyfikacji dokonał brat Marii Kaczyńskiej.
Rankiem 13 kwietnia trumna z ciałem małżonki prezydenta odleciała z moskiewskiego lotniska samolotem wojskowym CASA w kierunku granic Polski. Przed południem na stołecznym lotnisku Okęcie odbyła się ceremonia przywitania zmarłej, która miała charakter rodzinny. Po ceremonii kondukt z ciałem przejechał ulicami Warszawy (identyczną trasą jak 11 kwietnia) do Pałacu Prezydenckiego. Na trasie przejazdu zmarłą żegnały tłumy warszawiaków, podobnie jak w przypadku jej męża spontanicznie rzucając kwiaty w kierunku kolumny pojazdów.
Po Mszy Świętej w kaplicy Pałacu Prezydenckiego dla najbliższej rodziny, której przewodniczył prymas Polski abp Henryk Muszyński, obie trumny z ciałami prezydenta i jego małżonki zostały wystawione na widok publiczny w Sali Kolumnowej Pałacu, gdzie mieszkańcy kraju mogli oddawać im cześć. Według szacunków Kancelarii Prezydenta, w dniach 13–17 kwietnia prezydenckiej parze mogło oddać hołd ok. 180 tys. osób.
Przed przetransportowaniem do Krakowa ciało Lecha Kaczyńskiego zostało umieszczone w nowej trumnie w obecności członków rodziny. W kilka dni po pogrzebie na Wawelu z Rosji powróciły do Polski dalsze szczątki pary prezydenckiej.

## Uroczystości żałobne
Główne uroczystości żałobne w intencji ofiar katastrofy w Smoleńsku odbyły się 17 kwietnia o godz. 12:00 na placu Marszałka Józefa Piłsudskiego w Warszawie. W tym samym czasie w całej Polsce zawyły syreny alarmowe. Po rozpoczęciu uroczystości, aktor Olgierd Łukaszewicz odczytał fragment Apokalipsy św. Jana. Na placu Piłsudskiego znalazły się zdjęcia wszystkich ofiar. Następnie nazwiska wszystkich zmarłych w katastrofie zostały odczytane przez aktora Artura Żmijewskiego. Swoje przemówienia wygłosili: Bronisław Komorowski, Maciej Łopiński, Izabella Sariusz-Skąpska oraz Donald Tusk. O godz. 13:00 rozpoczęła się uroczysta msza żałobna w intencji ofiar pod przewodnictwem nuncjusza apostolskiego w Polsce, abp Józefa Kowalczyka, który odczytał również homilię napisaną przez kardynała Angelo Sodano (który początkowo miał przewodniczyć liturgii jako legat papieski, lecz ze względu na utrudnienia w ruchu lotniczym nie mógł przybyć na uroczystości). Mszę koncelebrowało ponad stu kardynałów, arcybiskupów i biskupów Episkopatu Polski. Policja szacuje, że w uroczystościach na pl. Piłsudskiego wzięło udział ok. 100 tys. osób.
Około godz. 17:00 trumny z ciałami pary prezydenckiej zostały przewiezione z Pałacu Prezydenckiego do bazyliki św. Jana Chrzciciela. O godz. 18:00 rozpoczęła się msza święta w intencji prezydenta Lecha Kaczyńskiego i Marii Kaczyńskiej w archikatedrze warszawskiej. Uroczystości przewodniczył metropolita warszawski abp Kazimierz Nycz, a homilię wygłosił prymas Polski abp Henryk Muszyński.

## Uroczystości pogrzebowe

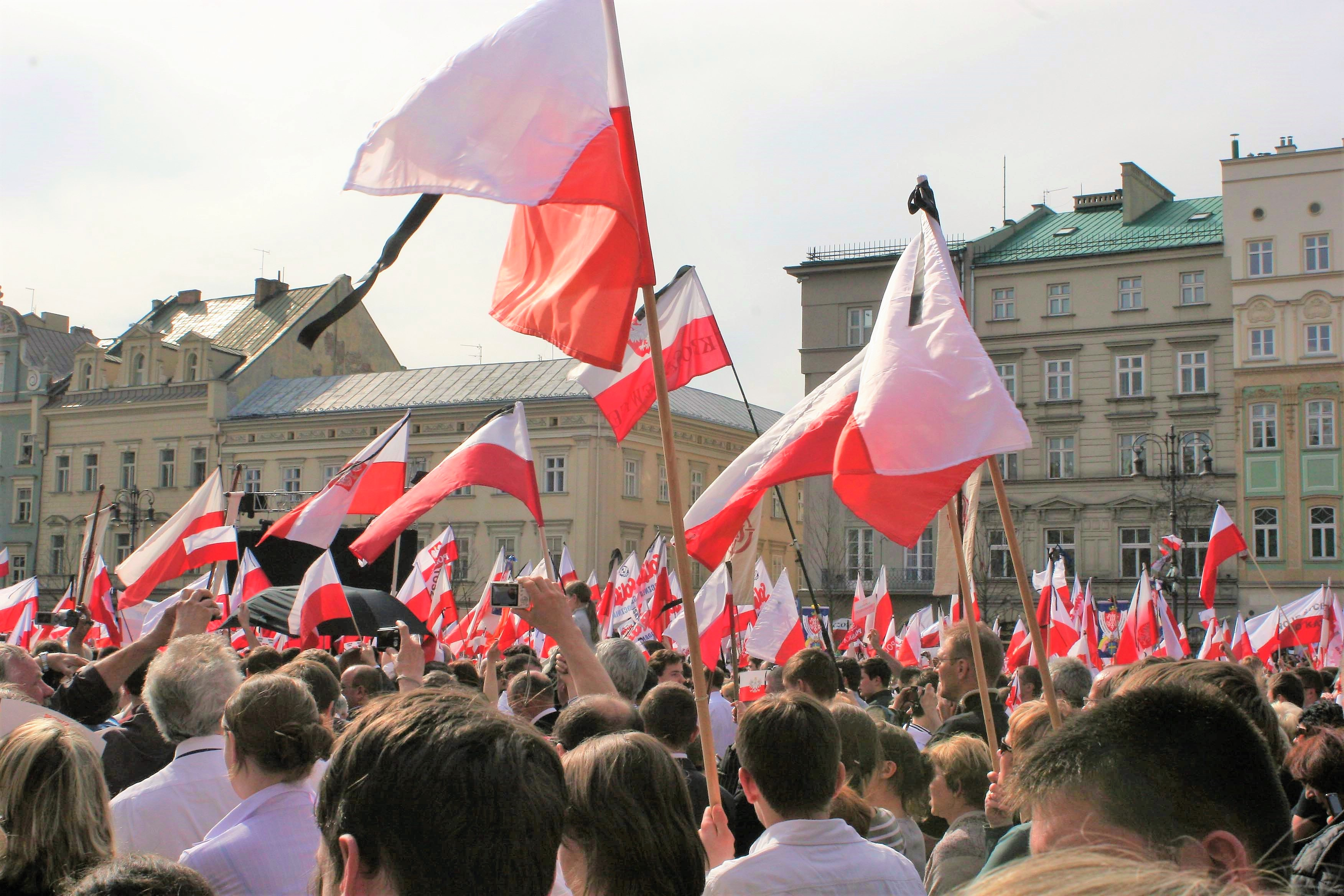
Flagi na Rynku podczas Mszy pogrzebowej

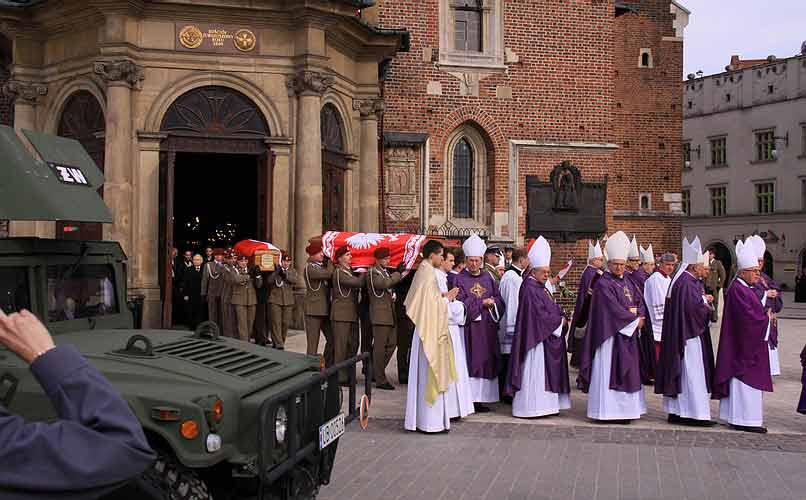
Moment wyniesienia trumien pary prezydenckiej z krakowskiej bazyliki Mariackiej

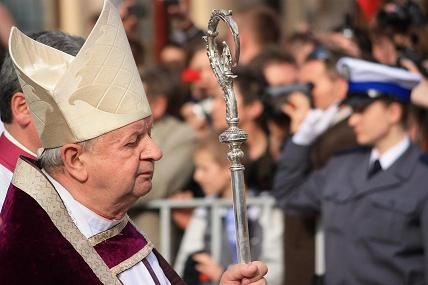
Kardynał Stanisław Dziwisz poprowadził orszak pogrzebowy.

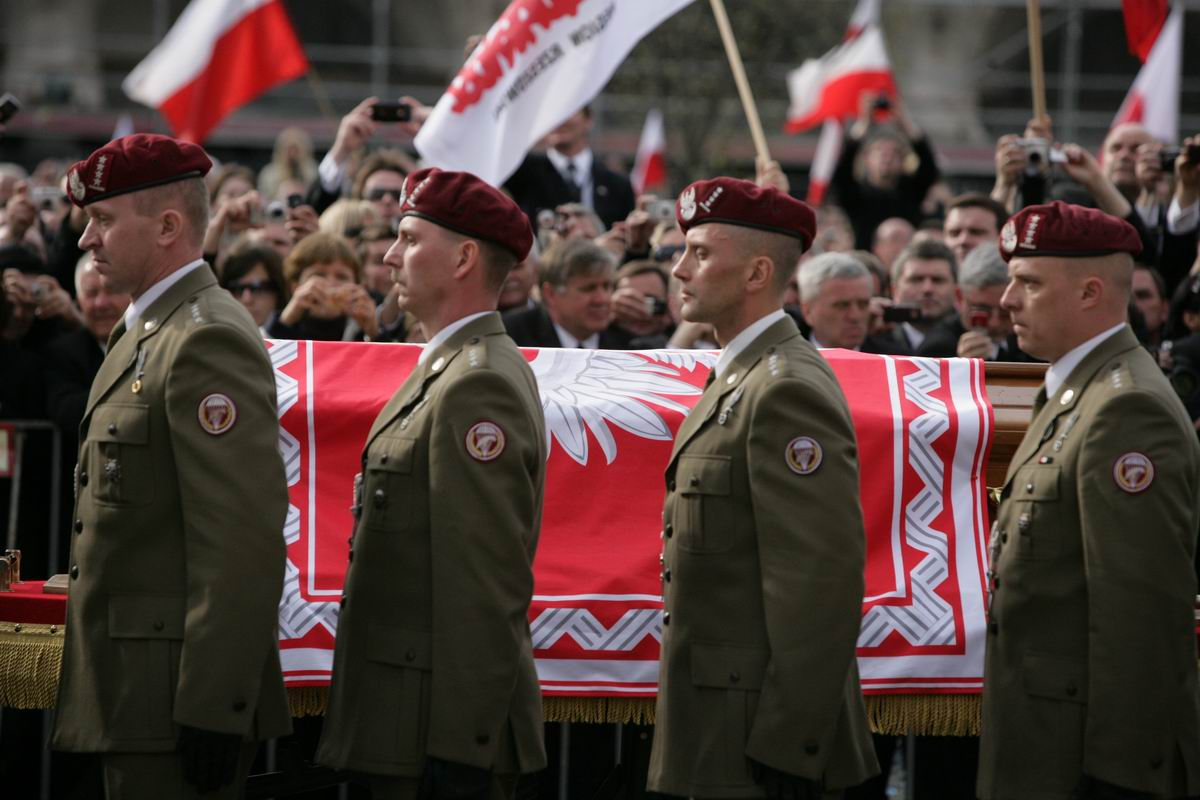
Trumna Lecha Kaczyńskiego na lawecie armatniej przykryta Proporcem Prezydenckim w drodze na Wawel.

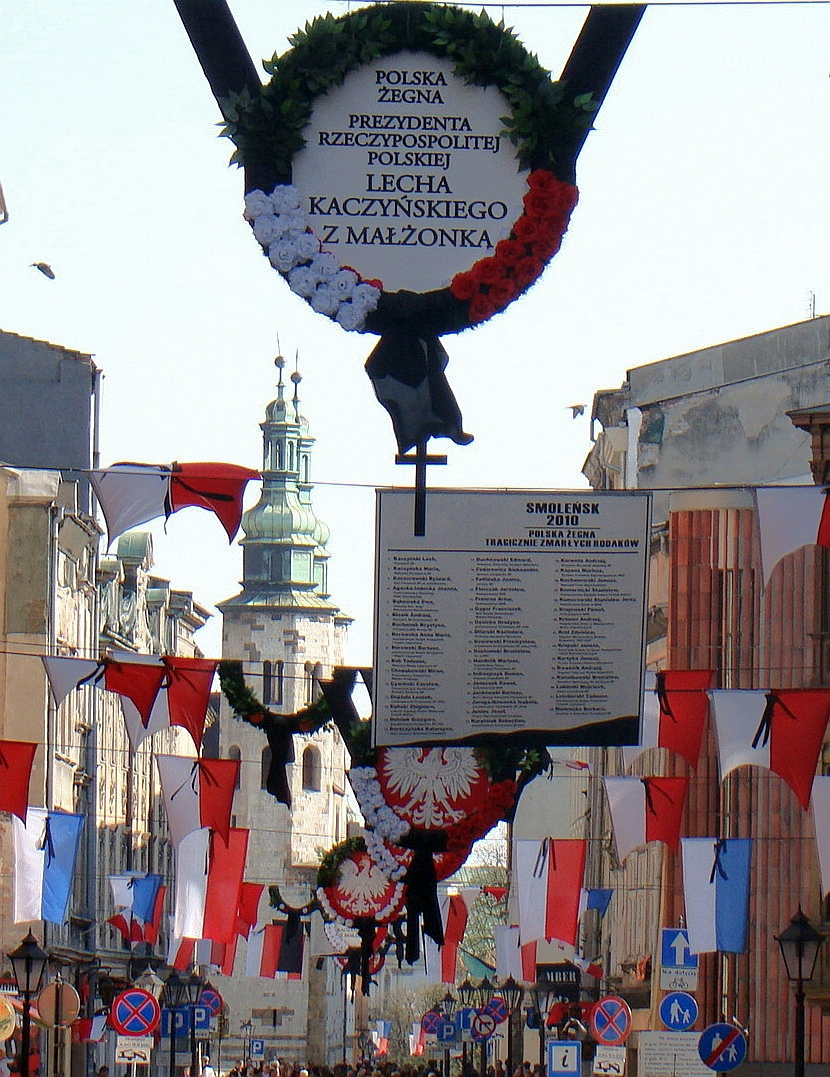
Ulica Grodzka w dniu pogrzebu

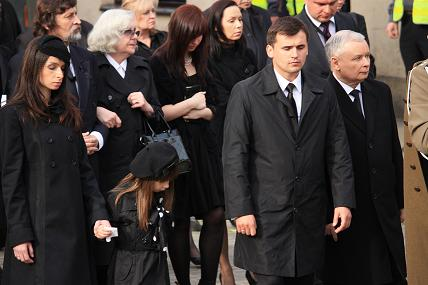
Rodzina Lecha i Marii Kaczyńskich w kondukcie pogrzebowym, od prawej: Jarosław Kaczyński, Marcin Dubieniecki, Marta Kaczyńska

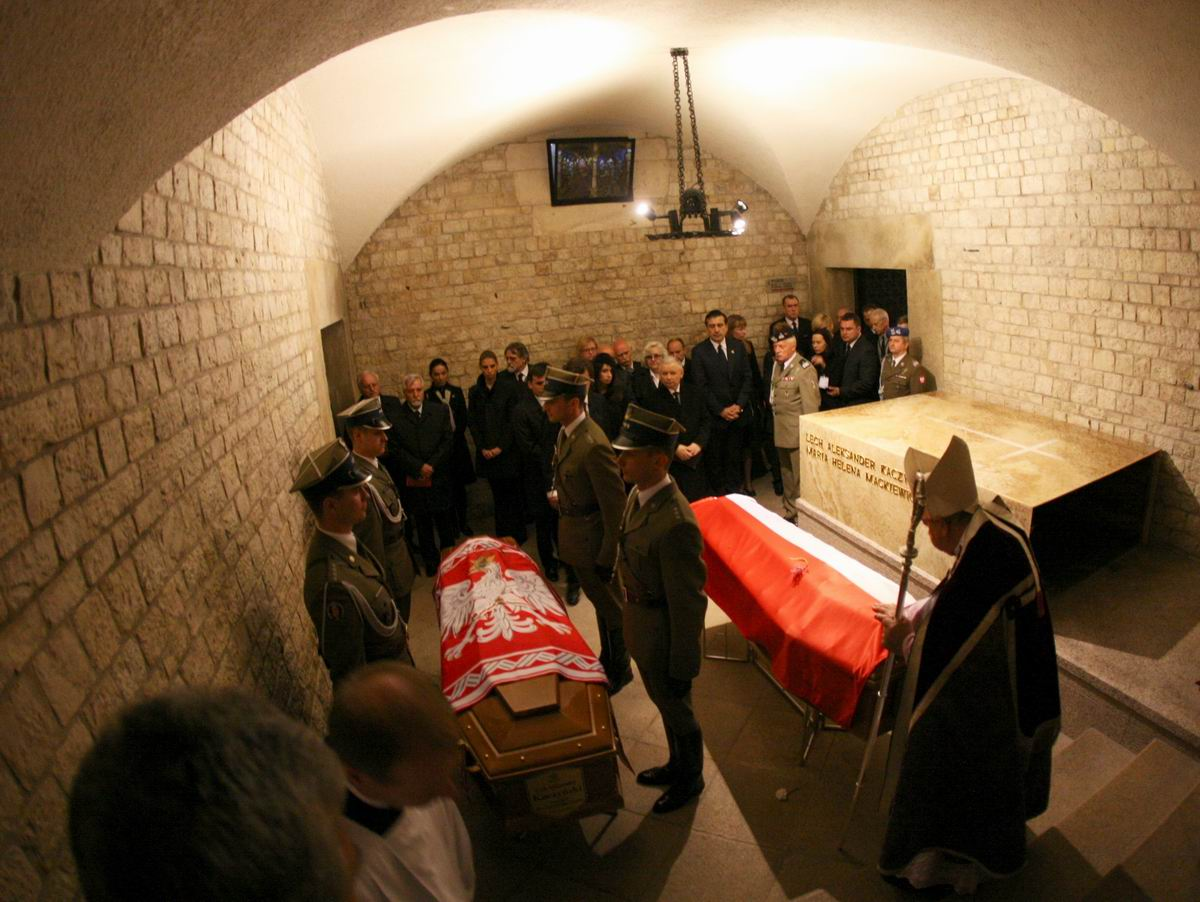
Trumny Lecha i Marii Kaczyńskich w krypcie pod Wieżą Srebrnych Dzwonów na Wawelu przed złożeniem do sarkofagu.

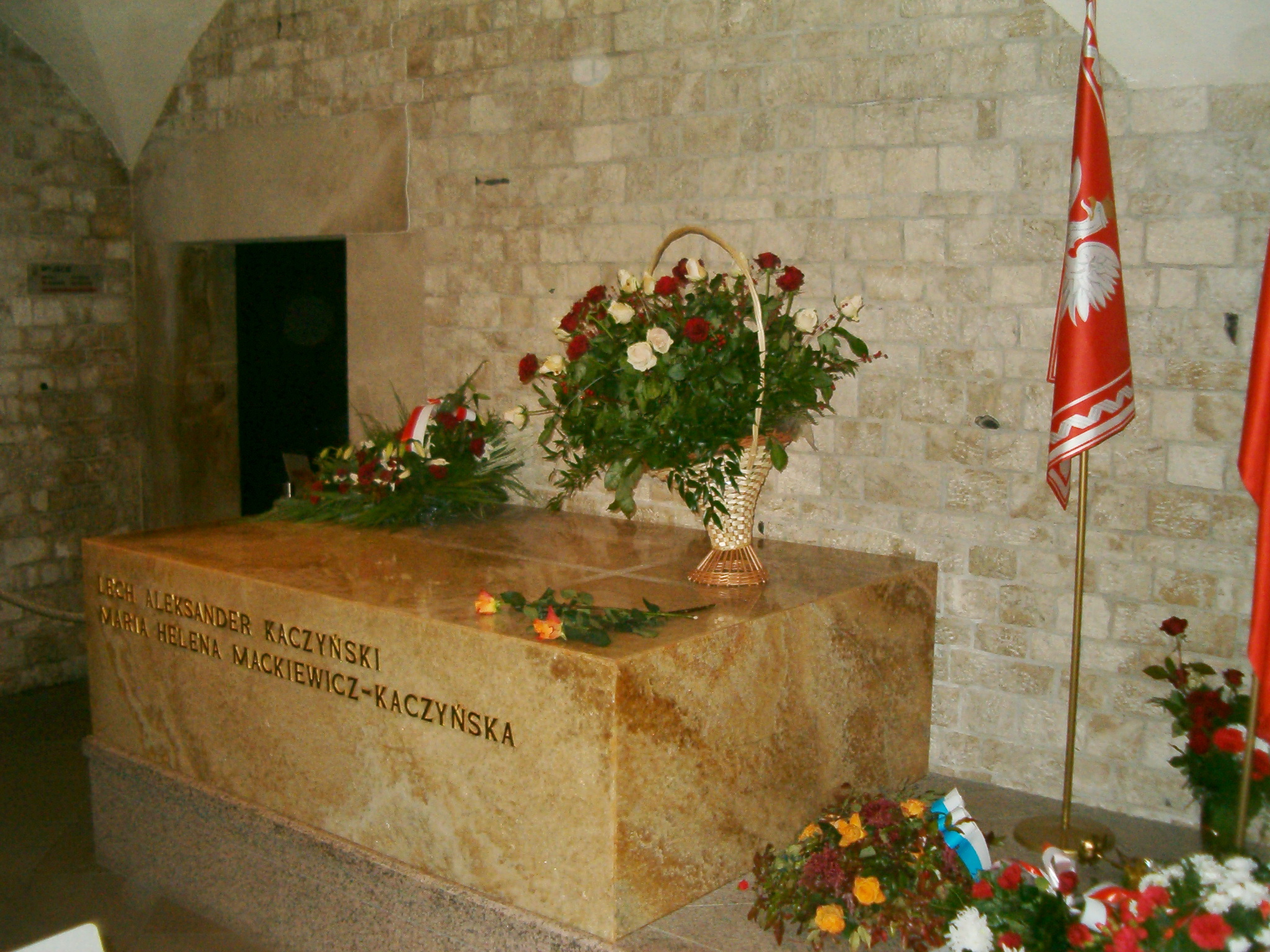
Nagrobek Lecha i Marii Kaczyńskich w krypcie wawelskiej

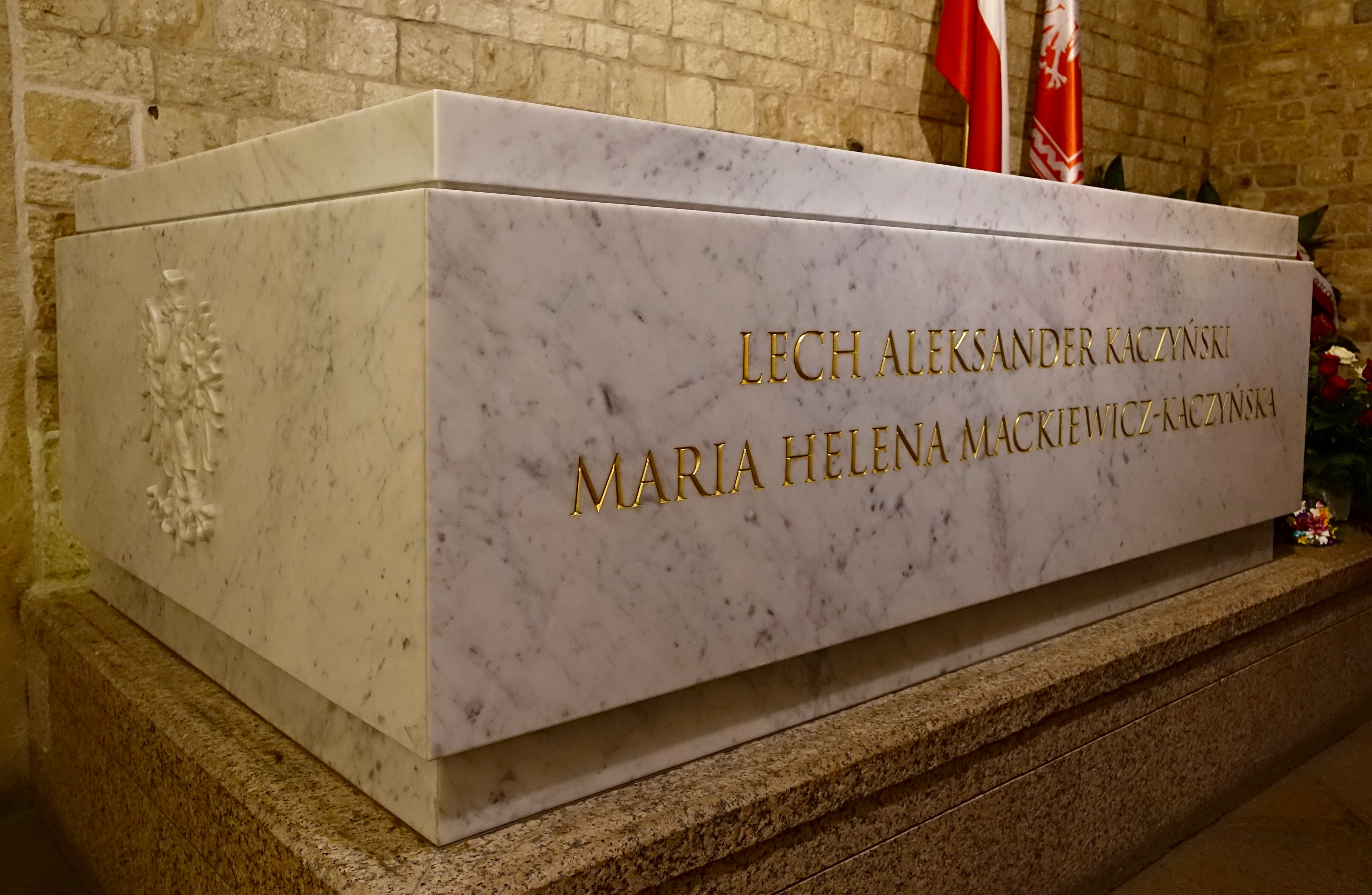
Nowy sarkofag z marmuru karraryjskiego ustawiony 18 listopada 2016

### W Warszawie
Uroczystości pogrzebowe, z elementami ceremoniału wojskowego, rozpoczęły się 17 kwietnia w Warszawie. O godz. 17:30 trumny Lecha i Marii Kaczyńskich zostały wyprowadzone z Pałacu Prezydenckiego i w kondukcie żałobnym przewiezione do bazyliki archikatedralnej św. Jana Chrzciciela, w której odprawiono mszę; mszy przewodniczył abp Kazimierz Nycz, kazanie wygłosił Prymas Polski abp Henryk Muszyński. Po nabożeństwie przy trumnach odbyło się całonocne czuwanie.
Początkowo planowano przetransportować ciała pary prezydenckiej specjalnym pociągiem żałobnym do Krakowa (nawiązując w ten sposób do przebiegu pogrzebu Piłsudskiego), o co wnioskował były przewodniczący kolejarskiej Solidarności senator Stanisław Kogut. Rodzina zmarłych nie podjęła jednak tej inicjatywy.
Około godz. 7:00 18 kwietnia 2010 trumny z ciałami prezydenta i jego małżonki zostały przewiezione z katedry do Wojskowego Portu Lotniczego na Okęciu. Po ceremonii ich pożegnania na płycie lotniska zostały przetransportowane drogą powietrzną na lotnisko Kraków-Balice.

### W Krakowie
Z lotniska Balice przejazd konduktu nastąpił ulicami Krakowa: Księcia Józefa, Kościuszki, Zwierzyniecką, Franciszkańską i Grodzką na Rynek Główny.
O godz. 14:00 w bazylice Mariackiej rozpoczęła się uroczysta msza żałobna z udziałem rodziny, najwyższych władz państwowych oraz zagranicznych delegacji (łącznie ponad 700 osób). Ponad 150 tys. żałobników było obecnych na Rynku Głównym, okolicznych ulicach, na krakowskich Błoniach oraz przed bazyliką Miłosierdzia Bożego w Łagiewnikach. Uroczystości pokazywane były na specjalnie w tym celu zamontowanych telebimach oraz transmitowane na żywo przez polskie i zagraniczne stacje telewizyjne.
Nabożeństwu przewodniczył kardynał Stanisław Dziwisz. Wraz z nim mszę żałobną koncelebrowali niemal wszyscy kardynałowie, arcybiskupi i biskupi Konferencji Episkopatu Polski oraz liczne delegacje biskupie zza granicy. Nuncjusz apostolski w Polsce abp Józef Kowalczyk odczytał specjalny list od kardynała Angelo Sodano (który ze względu na utrudnienia w ruchu lotniczym nie mógł przybyć na pogrzeb). Po mszy żałobnej przemówienia wygłosili: marszałek Sejmu Bronisław Komorowski, przewodniczący NSZZ Solidarność Janusz Śniadek oraz prymas Polski abp Henryk Muszyński. Egzekwie żałobne zostały odprawione w dwóch obrządkach; w rycie łacińskim odprawił je rzymskokatolicki metropolita warszawski abp Kazimierz Nycz, w rycie bizantyjskim prawosławny abp łódzko-poznański Szymon Romańczuk. Po zakończeniu nabożeństwa odbył się koncert Metamorfoz Richarda Straussa w wykonaniu Berliner Philharmoniker.
Po mszy świętej trumny z ciałami Lecha i Marii Kaczyńskich umieszczone zostały na lawetach armatnich. Zebrany na rynku tłum spontanicznie odśpiewał Mazurka Dąbrowskiego. Kondukt żałobny przeszedł następnie ulicami: Grodzką, św. Idziego, Podzamcze na Wawel. Zebrani żałobnicy klaskali i wielokrotnie skandowali: Lech Kaczyński! oraz Dziękujemy! Rzucano też kwiaty na lawety.
Orszak liczył kilkaset osób; otwierał go krucyfer, po obu stronach orszaku szli biskupi w strojach żałobnych, orkiestra wojskowa oraz kompania reprezentacyjna Wojska Polskiego w umundurowaniu trzech rodzajów sił zbrojnych. Przed lawetą kroczył kardynał Dziwisz, kościelny mistrz ceremonii ks. prałat Konrad Krajewski oraz nuncjusz abp Józef Kowalczyk. Za trumnami podążała najbliższa rodzina, najwyżsi dostojnicy państwowi, bractwo kurkowe, rektorzy krakowskich uczelni oraz przybyli goście. Do orszaku dołączył, nieobecny podczas mszy w bazylice i w ostatniej chwili przybyły z Rzymu prezydent Gruzji Micheil Saakaszwili (małżonka prezydenta Gruzji Sandra Roelofs dotarła do Krakowa kilka godzin wcześniej i reprezentowała państwo gruzińskie na mszy pogrzebowej w bazylice).
Gdy kondukt dotarł pod znajdujący się u stóp Wawelu Krzyż Katyński, rozległ się dźwięk dzwonu Zygmunta, który bił przez 30 minut.
Na ulicy Podzamcze trumny zostały zdjęte z lawet i poniesione przez żołnierzy do katedry.
W katedrze na Wawelu, przed ołtarzem koronacyjnym królów polskich, na specjalnych katafalkach ustawiono trumny pary prezydenckiej nakryte czarną tkaniną z motywami lilii andegaweńskiej. Kardynał Dziwisz po raz ostatni odprawił modły, tzw. ostatnią stację.
Trumny z ciałami zmarłych zostały następnie wyniesione z katedry i złożone w jej podziemiach we wspólnym alabastrowym sarkofagu w krypcie pod Wieżą Srebrnych Dzwonów, w przedsionku krypty Józefa Piłsudskiego. W czasie składania ciał do grobu oddano 21 salw armatnich. Ostatnia część pogrzebu miała prywatny charakter i nie była transmitowana przez media. Uczestniczyli w niej najbliżsi krewni oraz przyjaciele – w tym – gruzińska para prezydencka.
Bezpośrednio po pochówku na dziedzińcu Zamku Królewskiego na Wawelu członkowie rodziny zmarłych: Jarosław Kaczyński, Marta Kaczyńska wraz z córką oraz przedstawiciele najwyższych władz państwowych: Bronisław Komorowski, Donald Tusk, Bogdan Borusewicz oraz Radosław Sikorski odebrali kondolencje od delegacji zagranicznych.
Zaraz po pogrzebie ambasador Stanów Zjednoczonych w Polsce Lee A. Feinstein złożył pod Krzyżem Katyńskim w Krakowie wieniec od prezydenta Baracka Obamy i narodu amerykańskiego.
Transmisję telewizyjną z uroczystości pogrzebowych oglądało w Polsce ponad 13 milionów widzów.
W kilka dni po uroczystym pogrzebie w dniu 18 kwietnia 2010 roku, w krypcie katedry wawelskiej złożono dodatkową trumnę ze szczątkami Lecha i Marii Kaczyńskich przywiezionymi z Rosji.
Sarkofag i trumny pary prezydenckiej zostały otwarte 15 listopada 2016 na zlecenie Prokuratury Generalnej i przebadane w Zakładzie Medycyny Sądowej Collegium Medicum Uniwersytetu Jagiellońskiego przez 14-osobowy międzynarodowy zespół ekspertów. Była to pierwsza z 83 ekshumacji zaplanowanych przez prokuraturę w śledztwie dotyczącym przyczyn katastrofy smoleńskiej. Ponowny pochówek w tym samym miejscu pod Wieżą Srebrnych Dzwonów na Wawelu miał miejsce 18 listopada 2016. Uroczystościom o charakterze głównie prywatnym przewodniczył kard. Stanisław Dziwisz. Obecni byli prezydent Andrzej Duda z małżonką oraz premier Beata Szydło. Poprzedni, wykonany w roku 2010, sarkofag z onyksu został zdemontowany. Trumny pary prezydenckiej zostały umieszczone w nowym sarkofagu wykonanym z marmuru karraryjskiego.  Autorką projektu obu sarkofagów była architekt Marta Witosławska.

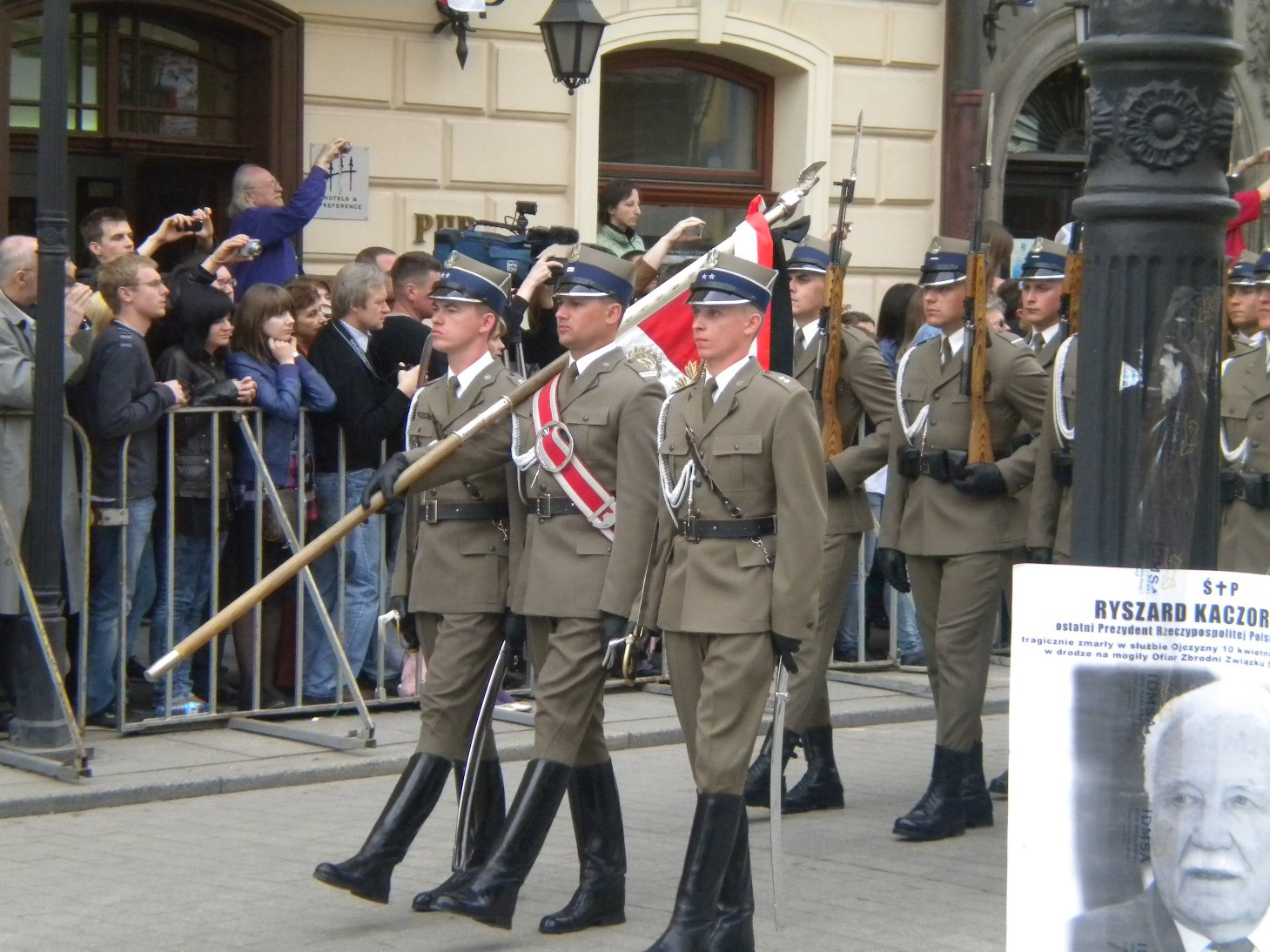
Kompania Reprezentacyjna WP
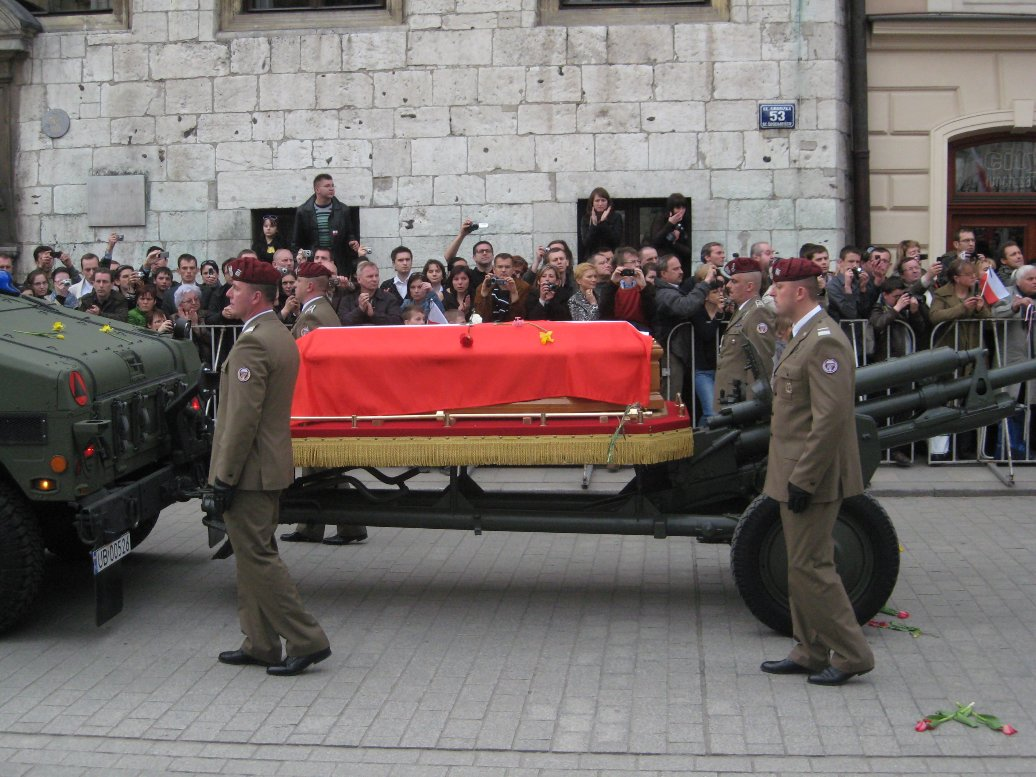
Trumna Marii Kaczyńskiej
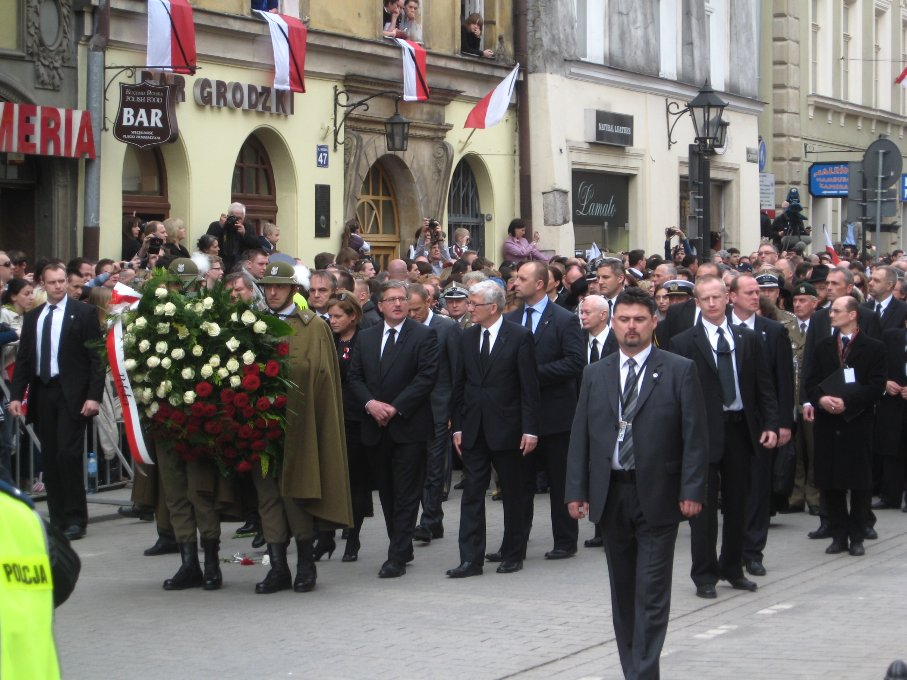
P.o. prezydenta Marszałek Sejmu Bronisław Komorowski i premier Donald Tusk na czele delegacji rządowej
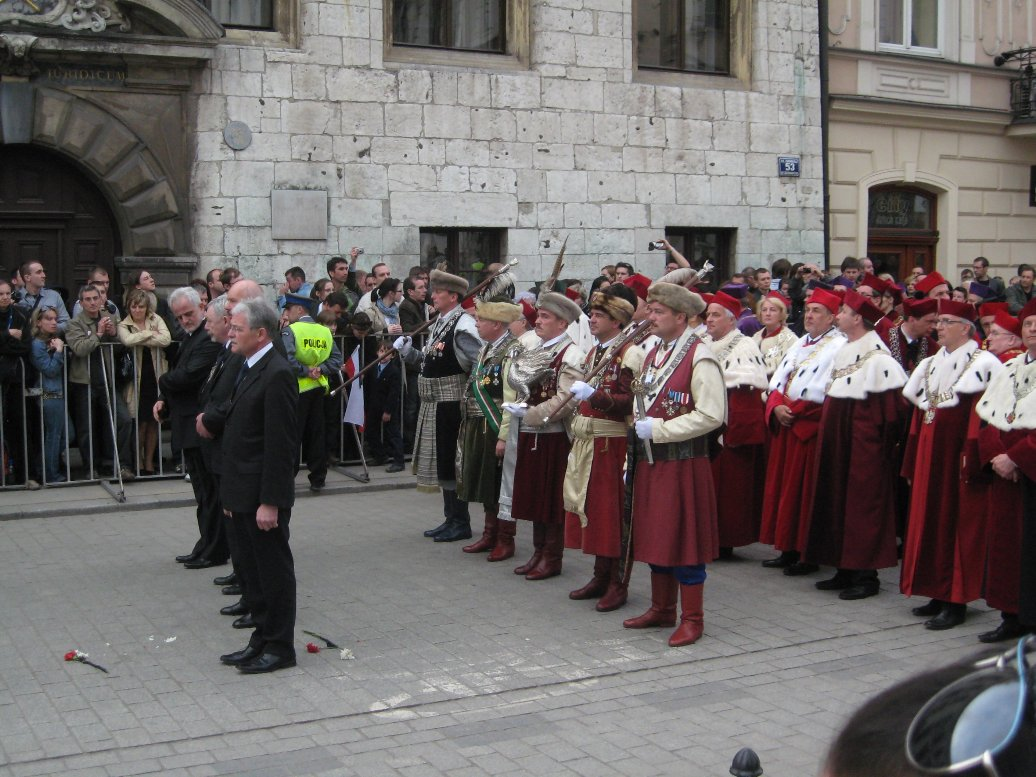
Wojewoda Małopolski Stanisław Kracik i Przedstawiciele władz samorządowych[42] i Bractwo Kurkowe

### W Londynie
Uroczystości żałobne pary prezydenckiej – w tym samym czasie – odbyły się na Trafalgar Square w Londynie. Przybyło na nie ok. 7 tys. osób, a wśród przemawiających był m.in. minister spraw zagranicznych Wielkiej Brytanii David Miliband.

### W Dublinie
Podobne uroczystości odbyły się także w Dublinie na głównej arterii miasta O’Connell Street. Przybyło na nie ponad pięć tysięcy uczestników oraz czołowi irlandzcy politycy.

### W Chicago
Ulicami Chicago, uznawanego za największe skupisko Polonii na świecie, przeszedł kondukt żałobny, który podążał za symbolicznym karawanem zaprzęgniętym w dwa konie; obok szli przedstawiciele organizacji polonijnych w strojach kosynierów, historycznych mundurach Wojska Polskiego, strojach góralskich oraz harcerze niosący tablice z nazwiskami ofiar katastrofy. W marszu, który zakończył się uroczystą mszą w katedrze Najświętszego Imienia Jezus, wzięło udział ok. 5 tys. osób, w tym przedstawiciele 50 organizacji polonijnych w Ameryce.

### Przedstawiciele państw i organizacji

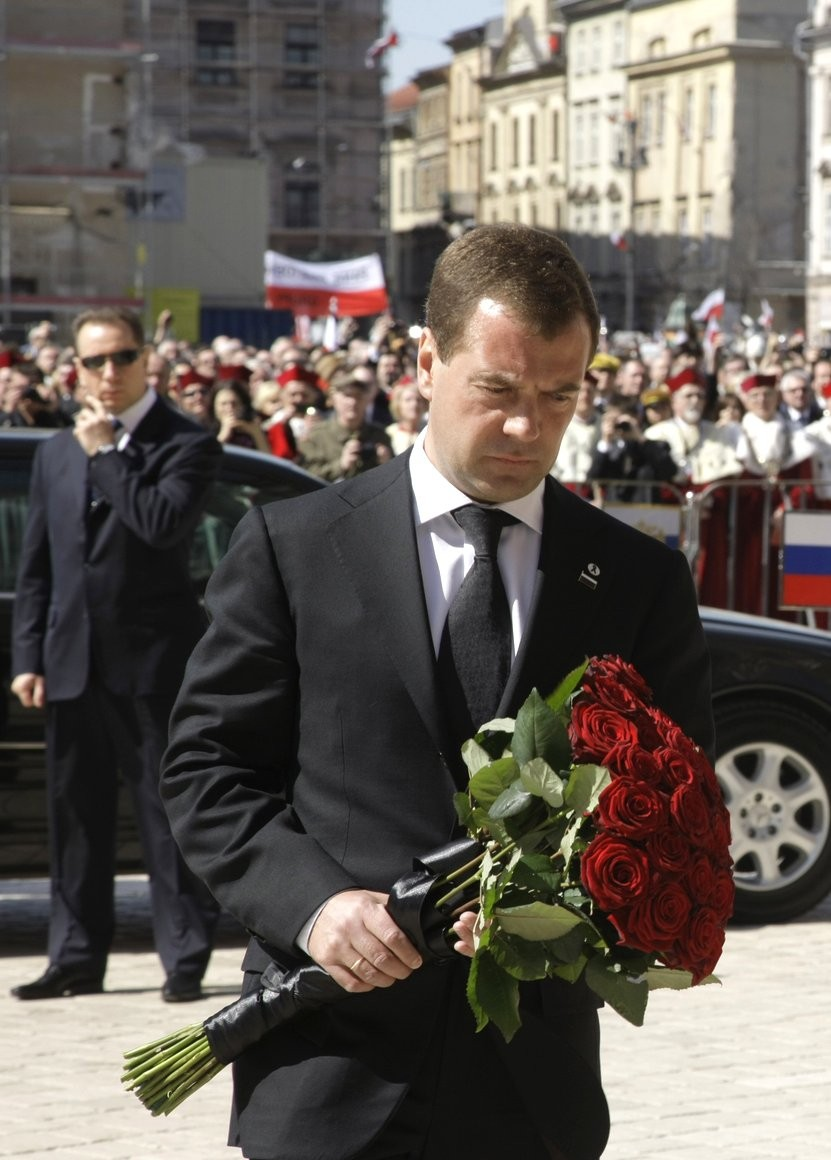
Dmitrij Miedwiediew

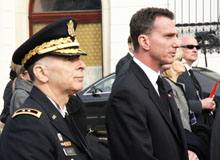
Ambasador USA Lee A. Feinstein oraz Generał William Enyart w kondukcie żałobnym

Państwa, których reprezentacje przyjechały na pogrzeb (zielone) i które zrezygnowały z przyjazdu (czerwone)

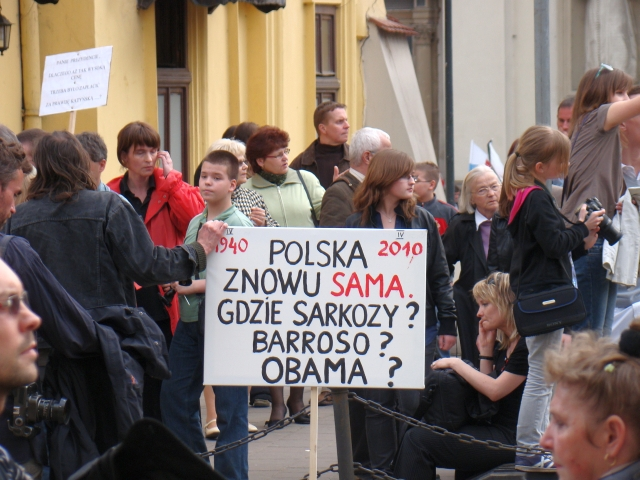
Transparent wyrażający rozczarowanie nieobecnością wielu gości zagranicznych

Udział w uroczystościach pogrzebowych początkowo (do 16 kwietnia 2010) zapowiedzieli przedstawiciele z 99 państw, w tym 70 delegacji zagranicznych na szczeblu szefów państw, rządów, przewodniczących parlamentów lub ministrów oraz 29 ambasadorów. W ceremonii w Krakowie mieli wziąć również udział przedstawiciele najważniejszych organizacji międzynarodowych. Swą obecność zapowiedzieli m.in. monarchowie z Hiszpanii, Monako, Luksemburga, Danii, Norwegii i Szwecji oraz prezydenci USA, Francji, Niemiec, Rosji.
Dzień przed pogrzebem, w sobotę 17 kwietnia, pierwsze delegacje zagraniczne zaczęły odwoływać swoje wizyty. Powodem rezygnacji z podróży na uroczystości było zamknięcie przestrzeni powietrznej nad większością państw Europy, spowodowane erupcją islandzkiego wulkanu Eyjafjallajökull. Wydobywający się z niego pył wulkaniczny na skutek silnych wiatrów południowo-wschodnich przemieścił się nad kontynent europejski i doprowadził do wprowadzenia zakazu lotów w wielu krajach. 18 kwietnia 2010, w dniu pogrzebu pary prezydenckiej, przestrzeń powietrzna nad Polską była zamknięta do odwołania, a w całej Europie funkcjonowały tylko lotniska na południu kontynentu, we Włoszech, Grecji i w Turcji. W rezultacie na uroczystości do Krakowa zdołały dotrzeć głównie delegacje państw sąsiednich, które dojechały do miasta drogą lądową lub helikopterami. Ostatecznie udział w pogrzebie pary prezydenckiej wzięło 18 delegacji zagranicznych oraz kilkudziesięciu ambasadorów akredytowanych w Warszawie, reprezentujących również państwa, których delegacje nie były w stanie wziąć udziału w uroczystości. Prezydent Gruzji, przebywający z wizytą w USA, podróżował drogą lotniczą przez Portugalię, Włochy, Turcję, Bułgarię, Rumunię. Osobno podróżowała jego żona, która 13 godzin jechała samochodem.
Prezydent Republiki Czeskiej Václav Klaus wyraził zdziwienie z powodu nieobecności na pogrzebie niektórych polityków, w tym unijnych.
Delegacje zagraniczne uczestniczące w uroczystości
| Państwo     | Osoba reprezentująca |
| ----------- | --- |
| Armenia     | przewodniczący parlamentu Howik Abrahamian |
| Azerbejdżan | premier Artur Rasizadə |
| Białoruś    | przewodniczący Senatu Barys Batura |
| Czechy      | prezydent Václav Klaus (z małżonką Livią Klausovą) premier Jan Fischer                                                                         |
| Estonia     | premier Andrus Ansip |
| Gruzja      | prezydent Micheil Saakaszwili (z małżonką Sandrą Roelofs)                                                                                      |
| Kosowo      | prezydent Fatmir Sejdiu |
| Litwa       | prezydent Dalia Grybauskaitė |
| Łotwa       | prezydent Valdis Zatlers (z małżonką Lilitą Zatlere)                                                                                           |
| Maroko      | premier Abbas al-Fasi |
| Mołdawia    | p.o. prezydenta Mihai Ghimpu |
| Niemcy      | prezydent Horst Köhler (z małżonką Evą Köhler) minister spraw zagranicznych Guido Westerwelle                                                  |
| Rosja       | prezydent Dmitrij Miedwiediew minister spraw zagranicznych Siergiej Ławrow                                                                     |
| Rumunia     | prezydent Traian Băsescu |
| Słowacja    | prezydent Ivan Gašparovič premier Robert Fico przewodniczący Rady Narodowej Słowacji Pavol Paška                                               |
| Słowenia    | prezydent Danilo Türk |
| Ukraina     | prezydent Wiktor Janukowycz były prezydent Wiktor Juszczenko była premier Julia Tymoszenko minister spraw zagranicznych Kostiantyn Hryszczenko |
| Węgry       | prezydent László Sólyom premier Gordon Bajnai były premier Viktor Orbán                                                                        |

| Organizacja     | Osoba reprezentująca |
| --------------- | --- |
| Unia Europejska | przewodniczący Parlamentu Europejskiego Jerzy Buzek wiceprzewodnicząca Parlamentu Europejskiego Rodi Kratsa-Tsangaropulu |

20 kwietnia kwiaty na grobie pary prezydenckiej złożył prezydent Estonii Toomas Hendrik Ilves wraz z małżonką.
Rezygnacje – z powodu chmury pyłu wulkanicznego unoszącej się nad Europą, powstałej po erupcji wulkanu Eyjafjöll na Islandii, z udziału w uroczystościach zrezygnowali:

- Albania – prezydent Bamir Topi
- Afganistan – prezydent Hamid Karzaj
- Algieria – sekretarz stanu Abdelaziz Belkhadem
- Australia – gubernator generalna Quentin Bryce z małżonkiem
- Austria – prezydent Heinz Fischer z małżonką
- Belgia – następca tronu książę Filip z małżonką
minister obrony Pieter De Crem[59]
- Bośnia i Hercegowina – przewodniczący Prezydium Haris Silajdžić
- Bułgaria – prezydent Georgi Pyrwanow
minister spraw zagranicznych Nikołaj Mładenow[60]
- Chiny – minister transportu Li Shenglin
- Chorwacja – prezydent Ivo Josipović
- Cypr – prezydent Dimitris Christofias
- Czarnogóra – prezydent Filip Vujanović z małżonką
minister spraw zagranicznych Milan Roćen
- Dania – królowa Małgorzata II
minister spraw zagranicznych Lene Espersen
- Egipt – minister współpracy międzynarodowej Aboulanga Fayza
- Estonia – prezydent Toomas Hendrik Ilves z małżonką
- Finlandia – prezydent Tarja Halonen
- Francja – prezydent Nicolas Sarkozy
minister spraw zagranicznych Bernard Kouchner
- Grecja – premier Jeorios Andreas Papandreu
- Hiszpania – król Jan Karol I
królowa Zofia
premier José Luis Zapatero
minister spraw zagranicznych Miguel Ángel Moratinos[61]
- Holandia – następca tronu Wilhelm-Aleksander
premier Jan Peter Balkenende
- Indie – minister spraw zagranicznych S.M. Krishna
- Irak – minister przemysłu Fawzi Fransa Toma
- Iran – wiceminister spraw zagranicznych Ali Ahani
- Irlandia – prezydent Mary McAleese z małżonkiem
- Islandia – prezydent Ólafur Ragnar Grímsson
- Izrael – minister spraw zagranicznych Awigdor Lieberman
- Japonia – przewodniczący Izby Radców Eda Satsuki
- Kanada – premier Stephen Harper
- Katar – emir Kataru Hamad ibn Chalifa Al Sani z małżonką
- Kazachstan – przewodniczący Parlamentu Kazachstanu Urał Muchamedżnanow
- Kolumbia – wiceprezydent Francisco Santos z małżonką
- Korea Południowa – premier Chung Un-chan
- Kuwejt – wysłannik Jego Wysokości Emira Państwa Kuwejt
- Liechtenstein – następca tronu książę Alois
- Litwa – były prezydent Valdas Adamkus[61]
premier Andrius Kubilius[59]
- Luksemburg – wielki książę Henryk
- Macedonia Północna – prezydent Gjorge Iwanow
minister spraw zagranicznych Antonio Milošoski[60]
- Meksyk – minister spraw zagranicznych Patricia Espinosa
- Monako – książę Albert II
- Mongolia – wiceprzewodniczący Wielkiego Churału Państwowego Nyamaa Enchbold
- Nigeria – minister spraw zagranicznych Odein Ajumogovia
- Niemcy – kanclerz Angela Merkel
małżonek kanclerz Joachim Sauer
- Norwegia – król Harald V,
minister spraw zagranicznych Jonas Gahr Støre
- Nowa Zelandia – gubernator generalny Anand Satyanand
- Pakistan – minister obrony narodowej Ahmad Chaudhry Mukhtar
- Palestyna – p.o. premiera, specjalny wysłannik prezydenta Nabil Szaath
- Portugalia – minister spraw zagranicznych Luis Amado
- Serbia – prezydent Boris Tadić
minister spraw zagranicznych Vuk Jeremić
- Szwajcaria – prezydent Doris Leuthard
- Szwecja – król Karol XVI Gustaw
królowa Sylwia
minister spraw zagranicznych Carl Bildt
- Stany Zjednoczone – prezydent Barack Obama,
sekretarz stanu Hillary Clinton
- Turcja – prezydent Abdullah Gül
- Watykan – wysłannik papieża kardynał Angelo Sodano
- Wielka Brytania – następca tronu Karol, książę Walii
- Włochy – premier Silvio Berlusconi
przewodniczący Senatu Renato Schifani
- Zjednoczone Emiraty Arabskie – minister kultury Abdul Rahman Mohammed bin Nasser Al Owaais
- ONZ – dyrektor generalny Biura ONZ w Genewie Siergiej Ordżonikidze
- Unia Europejska – przewodniczący Rady Europejskiej Herman Van Rompuy,
przewodniczący Komisji Europejskiej José Manuel Durão Barroso
- RE – przewodniczący Rady Europy Thorbjørn Jagland
- Zakon Maltański – Wielki Kanclerz Zakonu Maltańskiego Jean Pierre Mazery

Udział w uroczystościach pogrzebowych początkowo zapowiedziało również 29 ambasadorów następujących państw: Angoli, Arabii Saudyjskiej, Argentyny, Brazylii, Chile, Ekwadoru, Filipin, Indonezji, Jamajki, Jemenu, Kambodży, Kenii, Korei Południowej, Lesotho, Libanu, Malezji, Mali, Namibii, Panamy, Peru, RPA, Sri Lanki, Syrii, Tajlandii, Tanzanii, Tunezji, Urugwaju, Wietnamu, Wybrzeża Kości Słoniowej, Republiki Zielonego Przylądka. Po odwołaniu oficjalnych delegacji zagranicznych z powodu chmury pyłu wulkanicznego nad Europą, udział w uroczystościach zapowiedzieli ambasadorzy części z tych państw, m.in. z Korei Południowej, Chorwacji, USA.

## Symboliczny grób na Cmentarzu Powązkowskim w Warszawie
W 2010 roku z inicjatywy Jarosława Kaczyńskiego w kwaterze 92. Cmentarza Powązkowskiego w Warszawie powstał symboliczny grób Lecha i Marii Kaczyńskich.

## Kontrowersje
Początkowo media informowały, że pogrzeb Lecha i Marii Kaczyńskich odbędzie się na cmentarzu na Powązkach w Warszawie lub w bazylice archikatedralnej św. Jana Chrzciciela w Warszawie. 13 kwietnia pojawiły się spekulacje na temat możliwości pochowania pary prezydenckiej na Wawelu; metropolita krakowski kardynał Stanisław Dziwisz prowadził w tej sprawie rozmowy z rodziną zmarłego prezydenta, a jego brat, Jarosław Kaczyński, poprosił o czas do namysłu. Projekt pochowania Lecha Kaczyńskiego na Wawelu od początku budził kontrowersje, m.in. z uwagi na fakt, że pochowano tam polskich monarchów, narodowych wieszczów oraz marszałka Józefa Piłsudskiego. Kardynał Dziwisz powiedział, że ostateczna decyzja w tej sprawie należy do rodziny zmarłych i że pochowanie pary prezydenckiej na Wawelu byłoby zaszczytem dla Krakowa; dodał, że zwracało się do niego wiele instytucji i środowisk, które podkreślały, że Prezydent RP i jego małżonka zginęli, pełniąc służbę dla Narodu. W listopadzie 2013 roku Kardynał Dziwisz przyznał, iż decyzję o pochowaniu Lecha Kaczyńskiego na Wawelu konsultował z Bronisławem Komorowskim i Michałem Bonim, zaś wcześniej został poproszony o pochówek prezydenta w tym miejscu przez "ministrów".
Przed ogłoszeniem decyzji o refleksję apelował biskup Tadeusz Pieronek. Andrzej Wajda i Krystyna Zachwatowicz wystosowali list otwarty do władz kościelnych, w którym zaapelowali o rezygnację z pogrzebu Lecha Kaczyńskiego na Wawelu. Sceptycznie do projektu odnieśli się m.in. prof. Andrzej Chwalba czy też związany m.in. z „Tygodnikiem Powszechnym” prof. Andrzej Romanowski. Pozytywnie do tej decyzji odnieśli się profesorowie: Wojciech Roszkowski, Jadwiga Staniszkis i Andrzej Ajnenkiel oraz poseł PO Jarosław Gowin, a także dziennikarz Roman Graczyk. 13 kwietnia ok. 500 osób protestowało pod krakowską kurią przeciwko pogrzebowi prezydenta na Wawelu. Protesty wywołały krytyczną reakcję części mediów, a także prezydenta Krakowa Jacka Majchrowskiego.
14 kwietnia kilkaset osób wzięło udział w demonstracjach w Krakowie, Warszawie, Poznaniu, Katowicach, Łodzi i Gdańsku. Halina Bortnowska (Helsińska Fundacja Praw Człowieka) zaapelowała o dochowanie żałoby narodowej, mimo iż jej zdaniem decyzja o miejscu pochówku nie była właściwa. Katarzyna Janowska (redaktor naczelna "Przekroju") zaproponowała budowę świeckiego panteonu w Krakowie lub Warszawie, by uniknąć gorszących sporów w przyszłości. 14 kwietnia Jan Widacki, poseł Stronnictwa Demokratycznego, wystosował do kard. Dziwisza list, w którym napisał, że decyzja o pochówku na Wawelu podjęta przez Dziwisza głęboko podzieliła Naród zakłócając okres żałoby, który należało przeżyć godnie.

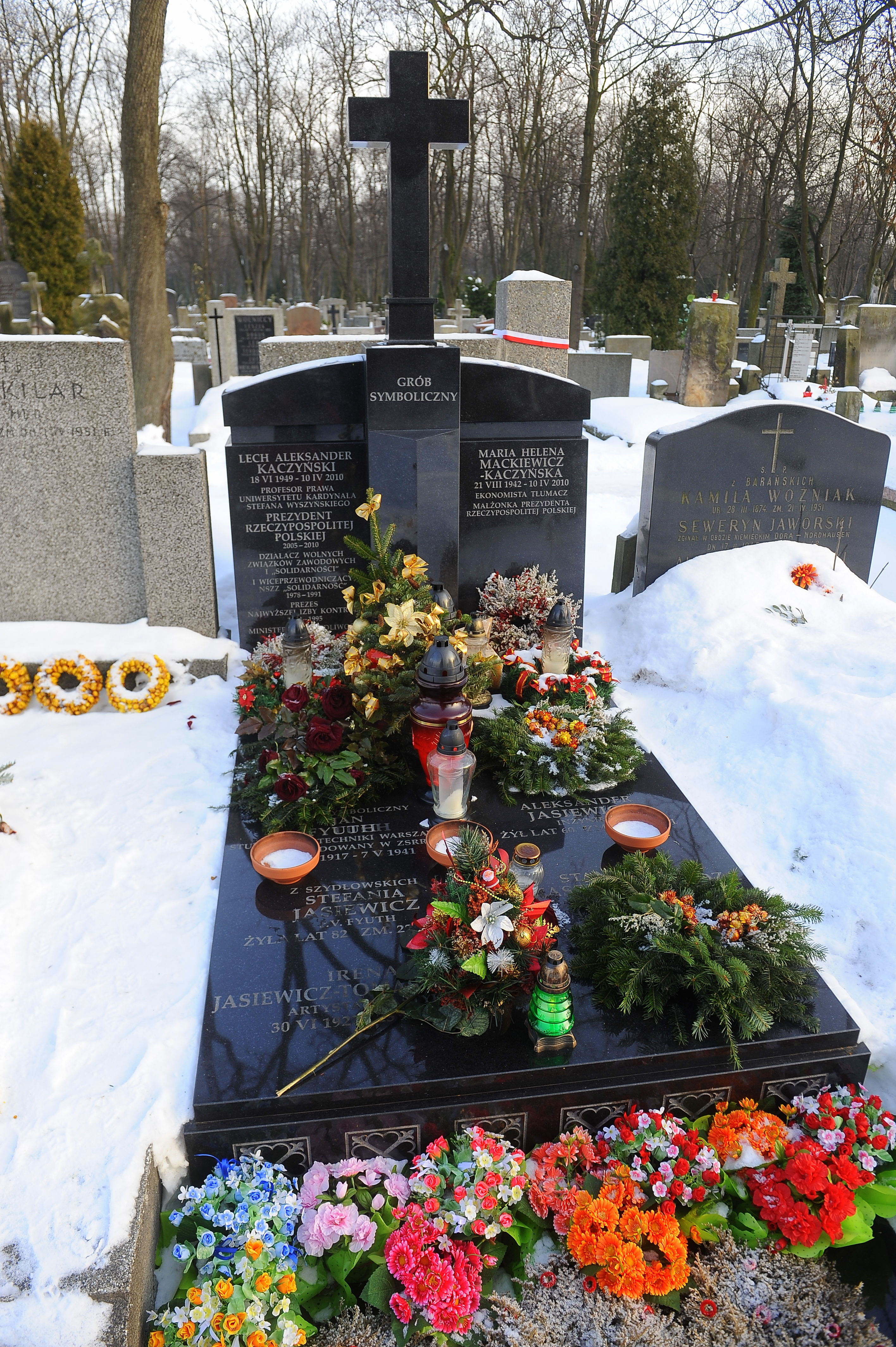
Symboliczny grób Lecha i Marii Kaczyńskich na Cmentarzu Powązkowskim w Warszawie

15 kwietnia Prezydium Konferencji Episkopatu Polski wydało oświadczenie, w którym zwróciło się z apelem do wszystkich środowisk społecznych, politycznych, naukowych i kulturalnych oraz do mediów o zaniechanie niepotrzebnych sporów o miejsce pochówku Prezydenckiej Pary. Wiesław Chrzanowski (były marszałek Sejmu) powiedział, że zdanie w sprawie pochówku Lecha Kaczyńskiego, oprócz rodziny, powinien wyrazić też naród w możliwie najpełniejszej formie, lecz podejmowanie dyskusji na temat podjętej decyzji uznał za nie na miejscu. Andrzej Wajda w wywiadzie dla "Corriere della Sera" powiedział, że manifestacje żałobne mają charakter medialny, telewizyjny i są niepokojące w tak delikatnym momencie. Piotr Semka ("Rzeczpospolita") nazwał protesty przeciwko pochówkowi Lecha Kaczyńskiego na Wawelu niestosownymi, zestawił katastrofę w Smoleńsku z katastrofą w Gibraltarze i wyraził zdziwienie, że protesty wszczyna to samo środowisko, które w 2004 roku oburzało się zadawaniem pytań, czy Czesława Miłosza należy pochować w Krypcie Zasłużonych na Skałce.
16 kwietnia przed pałacem biskupim w Krakowie odbyła się kolejna demonstracja przeciwników pogrzebu na Wawelu, z udziałem ok. 200 osób; tego samego dnia grupa krakowskich naukowców, w tym Mirosław Handke i Tadeusz Ulewicz, skierowała do kardynała Dziwisza list popierający pochowanie Lecha Kaczyńskiego i jego małżonki na Wawelu. Odnosząc się do protestów, kardynał Dziwisz w wywiadzie dla włoskiego dziennika "Avvenire" podkreślił, że wysłuchał pragnienia wyrażonego przez rodzinę zmarłych. Stwierdził, że na ulice wyszły grupy nieliczne i marginalne, które starały się upolitycznić kwestię pogrzebu. Zapytany, czy pochowanie Lecha Kaczyńskiego obok królów, poetów i generałów, którzy tworzyli historię Polski, nie jest przesadą, odpowiedział: Nie, nie jest, po czym dodał: Nasz prezydent (...) umarł jak bohater i zasługuje na spoczynek wśród bohaterów. (...) Katastrofa lotnicza w zeszłą sobotę była jedną z największych tragedii, jakich zaznał nasz naród. Przypomniał również, że obok grobowca Lecha i Marii Kaczyńskich będą nazwiska wszystkich ofiar katastrofy oraz ziemia z lasu katyńskiego.
Uroczystości żałobne i pogrzebowe w dniach 17–18 kwietnia 2010 przebiegły bez demonstracji i protestów.
Po pogrzebie w Polsce przeprowadzano sondaże opinii publicznej na temat pochowania Lecha Kaczyńskiego na Wawelu. Według sondażu Instytutu Badania Opinii Publicznej "Homo Homini" przeprowadzonego w kwietniu 2010 roku na zlecenie "Super Expressu" większość respondentów uważała, że dobrze się stało, że Lech Kaczyński został pochowany na Wawelu: takiej odpowiedzi udzieliło 49 procent pytanych; przeciwnego zdania było 40 procent pytanych. W dniach 2–5 września 2010 firma TNS OBOP przeprowadziła sondaż, w którym respondentów pytano o słuszność decyzji dotyczącej pochowania prezydenta Lecha Kaczyńskiego na Wawelu, o to, czy katastrofa smoleńska i jej ofiary powinny mieć pomnik w centrum Warszawy, kto powinien stanąć na czele komitetu budowy pomnika i kiedy taki pomnik powstanie. TNS OBOP nie podał wyników badania do wiadomości publicznej (raport z badania był płatny), jednak wyniki sondażu opublikowała 16 września 2010 roku Gazeta Wyborcza; według sondażu 63% z 1005 ankietowanych uznało decyzję o pochowaniu prezydenta Lecha Kaczyńskiego na Wawelu za niesłuszną, natomiast 27% respondentów uznało ją za słuszną; 9% badanych deklarowało brak zdania w tej sprawie.